# Liste der Fluggesellschaften in Deutschland
In diesem Artikel befindet sich eine Auflistung der deutschen Fluggesellschaften. Eine Fluggesellschaft (auch: Luftverkehrsgesellschaft, Fluglinie oder Airline) ist ein Unternehmen, das Personen oder Frachtgut gegen Bezahlung transportiert. Sie besitzt oder mietet Flugzeuge, mit denen der Transport ermöglicht wird. Besondere Formen der Fluggesellschaften sind die sogenannten Billigfluggesellschaften und die Charter-Fluggesellschaften.
Für Helikopterfirmen → Liste deutscher Helikopterunternehmen.

## Liste aktueller Fluggesellschaften
Legende:
- P „normale“ Passagierfluggesellschaft mit Linienflügen
- B Billigfluggesellschaft
- T Transportfluggesellschaft
- R führt Regierungsflüge durch (kommt in der Liste nicht vor)
- C Charterflüge
- A Ambulanzflüge

| Fluggesellschaft                              | IATA | ICAO | Rufzeichen      | Bemerkungen                           |
| --------------------------------------------- | ---- | ---- | --------------- | ------------------------------------- |
| ACM Air Charter                               |      | BVR  | BAVARIAN        | C                                     |
| Aero-Dienst                                   |      | ADN  | AERO DIENST     | P/A                                   |
| Aeroleasing Deutschland                       |      | FPD  |                 |                                       |
| Aerologic                                     | 3S   | BOX  | GERMAN CARGO    | T                                     |
| Aerotours                                     |      | ATU  | BERLIN SKY      | T/C/A                                 |
| Afit GmbH                                     |      | KIE  | TWEETY          | P                                     |
| AirGO Flugservice                             |      | IGA  | AIRJETSUL       | P                                     |
| VistaJet GmbH                                 | H5   | VJH  | VISTA GERMANY   | C                                     |
| Air Independence                              |      | JTV  | JUNIOR          | C/P                                   |
| Air-taxi europe                               | TZ   | TWG  | TWIN GOOSE      | Regionalfluggesellschaft; P/T         |
| Arcus-Air Logistic                            | ZE   | AZE  | ARCUS AIR       | P/T/C                                 |
| Atlas Air Service                             |      | ATL  | ATLAS AIR       | C                                     |
| Avanti Air                                    |      | ATV  | AVANTI AIR      | C                                     |
| Bin Air                                       |      | BID  | BINAIR          | T                                     |
| BMW Flugdienst                                |      | BMW  | BMW-FLIGHT      | Werksflugverkehr                      |
| Businesswings                                 |      | JMP  | JUMP RUN        | C                                     |
| CCF Manager Airline                           |      | CCF  | TOMCAT          | C/T                                   |
| Condor Flugdienst                             | DE   | CFG  | CONDOR          | P                                     |
| DC Aviation                                   |      | DCS  | TWIN STAR       | C                                     |
| DRF Luftrettung                               |      | AMB  | AMBULANCE       | A                                     |
| EFD Eisele Flugdienst                         |      | EFD  | EVERFLIGHT      | C                                     |
| European Air Transport Leipzig                | QY   | BCS  | POSTMAN         | T/C                                   |
| Eurowings                                     | EW   | EWG  | EUROWINGS       | B/C                                   |
| Discover Airlines                             | 4Y   | OCN  | OCEAN           | P                                     |
| Excellent Air                                 |      | ECA  | DARK KNIGHT     | C                                     |
| FAI Rent-A-Jet                                |      | IFA  | RED ANGEL       | T/C/A                                 |
| FCS Flight Calibration Services               |      | FCK  | NAV CHECKER     |                                       |
| FLN Frisia-Luftverkehr                        |      | FLN  |                 | P/C                                   |
| German Airways                                | ZQ   | GER  | GERMAN EAGLE    | C, ehemals WDL Aviation               |
| Hahn Air Lines                                | HR   | HHN  | ROOSTER         | P/C                                   |
| IAS Itzehoer Airservice                       |      | FNK  | FUNKY           | C                                     |
| IKON GmbH                                     |      | IKN  | EEKON           |                                       |
| LEAV Aviation                                 | KK   | NGN  | YODA            | P/C                                   |
| Loeser Luftfahrtgesellschaft                  |      | LOE  | LOESER          |                                       |
| Luftverkehr Friesland Harle                   |      | LFH  |                 | P/C/T/A                               |
| Deutsche Lufthansa                            | LH   | DLH  | LUFTHANSA       | größte deutsche Fluggesellschaft; P/C |
| Lufthansa Cargo                               | LH   | GEC  | LUFTHANSA CARGO | T                                     |
| Lufthansa City                                | VL   | LHX  | CITYAIR         | P                                     |
| Lufthansa CityLine                            | CL   | CLH  | HANSALINE       | P                                     |
| Luxaviation Germany GmbH                      |      | LXG  | Luxaviation     | C/P                                   |
| MHS Aviation                                  | M2   | MHV  | SNOWCAP         | C                                     |
| OFD Ostfriesischer Flugdienst                 |      |      |                 | P (Inselflüge)                        |
| Primeair                                      |      | PJM  | PRIMEJET        |                                       |
| Private Wings                                 | 8W   | PWF  | PRIVATE WINGS   | C/T                                   |
| PTL Luftfahrtunternehmen                      |      | KST  | KING STAR       | C/T                                   |
| Quick Air Jet Charter                         | QAJ  | QAJ  | DAGOBERT        | C/A                                   |
| RWL Luftfahrtgesellschaft                     | DZ   | RWL  | RHEINTRAINER    | C                                     |
| Senator Aviation Charter                      |      | SNA  | SENATOR         | C                                     |
| Skyline Flights                               |      | SLF  | SKYSHIP         |                                       |
| Star Wings Dortmund Luftfahrtgesellschaft mbH |      | STQ  | STARTREK        | C                                     |
| Sundair                                       | SR   | SDR  | SUNDAIR         | P/C                                   |
| Sylt Air                                      | 7E   | AWU  | SYLT-AIR        | P/C                                   |
| Taunus Air                                    |      | TAQ  | TAUNUS AIR      |                                       |
| Thyssen Krupp AG (Fluggesellschaft)           |      | BLI  | BLUE LINE       |                                       |
| Travelair                                     | U3   | TAX  | TRAVELAIR       |                                       |
| TUIfly                                        | X3   | TUI  | TUIJET          | P/C                                   |
| USC                                           |      | USY  |                 | C                                     |
| Volkswagen Airservice                         |      | BTX  | BEETLE          | T                                     |
| WDL Aviation                                  |      | WDL  | WDL             | P                                     |
| Westflug Aachen Luftfahrtgesellschaft         |      | WFA  | WESTFLUG        |                                       |
| Windrose Air                                  |      | QGA  | QUADRIGA        | P/T/C                                 |

## Liste ehemaliger Fluggesellschaften
| Fluggesellschaft                      | IATA    | ICAO    | Rufzeichen      | Bemerkungen                                                                |
| ------------------------------------- | ------- | ------- | --------------- | -------------------------------------------------------------------------- |
| Abacus Air                            |         | ABA     | ABACUS          | P/C, nicht mehr aktiv                                                      |
| Aero Business Charter                 |         | GBJ     | GLOBAL JET      | C, nicht mehr aktiv                                                        |
| Aero Flight                           | GV      | ARF     | AEROFOX         | nicht mehr aktiv                                                           |
| Aerotours                             |         | ATU     | BERLIN SKY      | T/C/A, nicht mehr aktiv                                                    |
| Air Alliance Express                  |         | AYY     | LUPUS           | C/A, in Air Canada aufgegangen                                             |
| Air Berlin                            | AB      | BER     | AIR BERLIN      | P/C/B, nicht mehr aktiv                                                    |
| Air Cargo Germany                     | 6U      | ACX     | LOADMASTER      | T, nicht mehr aktiv                                                        |
| Air Evex                              |         | EVE     | SUNBEAM         | nicht mehr aktiv                                                           |
| Air Omega                             | OE      | AOW     | WARLOCK         | T, nicht mehr aktiv                                                        |
| Air Straubing Luftfahrtgesellschaft   |         | ASN     | TIGER           | [ 1 ]                                                                      |
| Air Traffic                           |         | ATJ     | SNOOPY          | P/C, nicht mehr aktiv                                                      |
| Amadeus Flugdienst                    | B5      | IBT/FTL |                 | nicht mehr aktiv                                                           |
| Antares Airtransport                  |         | ANM     |                 | nicht mehr aktiv                                                           |
| Atlantis                              |         | NO      | ATLANTIS        | C, nicht mehr aktiv                                                        |
| Augsburg Airways                      | IQ      | AUB     | AUGSBURG-AIR    | P nicht mehr aktiv                                                         |
| Augusta Air                           |         | AUF     | AUGUSTA         | C, nicht mehr aktiv                                                        |
| Aviaction                             |         | HG      | Aviation        | C, nicht mehr aktiv                                                        |
| B-Air Charter                         |         | BBF     | SPEED CHARTER   | C, nicht mehr aktiv                                                        |
| Bavaria Fluggesellschaft              |         | BV      | BAVARIA         | C, nicht mehr aktiv                                                        |
| Bavaria Germanair                     |         | BV      | BAVARIA         | C, nicht mehr aktiv                                                        |
| Bayerischer Flugdienst                |         | BT      |                 | P/C, nicht mehr aktiv                                                      |
| Bizair                                |         | BZA     | BIZAIR          | C, nicht mehr aktiv                                                        |
| Blue Wings                            | QW      | BWG     | BLUE WINGS      | nicht mehr aktiv; P                                                        |
| BMW Flugdienst                        |         | BMW     | BMW-FLIGHT      | Werksflugverkehr                                                           |
| Bonair                                |         | BOB     | TWISTER         | P/C, nicht mehr aktiv                                                      |
| Bremenfly                             |         | BFY     | Borgwardt       | nicht mehr aktiv                                                           |
| Britannia Airways GmbH                | BN      | DBY     | WINDSOR         | C, nicht mehr aktiv                                                        |
| CargoLogic Germany                    | 6L      | GCL     | SAXONIA         | T/C, nicht mehr aktiv                                                      |
| Challenge Air                         |         | CLS     | AIRISTO         | C, nicht mehr aktiv                                                        |
| Cirrus Airlines                       | C9      | RUS     | CIRRUS          | P/C, nicht mehr aktiv                                                      |
| City-air Germany                      | 6E      | CIP     | CITYWAYS        | nicht mehr aktiv                                                           |
| City-Flug                             |         | WH      |                 | P/C, nicht mehr aktiv                                                      |
| Comfort Air                           |         | FYN     | FLYNN           | C, nicht mehr aktiv                                                        |
| Contact Air                           | CJ      | KIS     | CONTACTAIR      | P/C, nicht mehr aktiv                                                      |
| Conti-Flug                            | DD      | EPC     |                 | P/C, nicht mehr aktiv                                                      |
| Continentale Deutsche Luftreederei    |         |         |                 | C/T, nicht mehr aktiv                                                      |
| dauair                                | D5      | DAU     | DAUAIR          | nicht mehr aktiv                                                           |
| dba Luftfahrtgesellschaft             | DI      | BAG     | SPEEDWAY        | später Air Berlin, nicht mehr aktiv                                        |
| DIX Aviation                          |         | DIX     | DIXFLIGHT       | C, nicht mehr aktiv                                                        |
| DLT Deutsche Luftverkehrsgesellschaft | DW      | DLT     | DLT             | P, Vorgängergesellschaft der heutigen Lufthansa CityLine, nicht mehr aktiv |
| Eastwest Airlines                     |         | EWT     | E-WEST          | P, nicht mehr aktiv                                                        |
| EFS Flug-Service                      |         | FSD     | FLUGSERVICE     | nicht mehr aktiv                                                           |
| Elbe Air                              |         | LBR     | MOTION          | nicht mehr aktiv                                                           |
| Elbeflug                              |         |         |                 | T, Betrieb nicht aufgenommen                                               |
| ESS Luftfahrtunternehmen              |         | ESS     | TWEEDY          | P/C, nicht mehr aktiv                                                      |
| Euro City Line                        | LP      |         |                 | P, nicht mehr aktiv                                                        |
| Excellent Air                         |         | GZA     | EXCELLENT AIR   | nicht mehr aktiv                                                           |
| Field Aviation                        |         | FIE     |                 | C/T, nicht mehr aktiv                                                      |
| Filder Air Service                    | M3      | NRX     | NORIS           | P/C, nicht mehr aktiv                                                      |
| FLM Aviation                          | 7E      | FKI     |                 | nicht mehr aktiv                                                           |
| Flugdienst Fehlhaber                  |         | FFG     | WITCHCRAFT      | nicht mehr aktiv                                                           |
| Fox Air                               |         | FUP     | FOXAIR          | nicht mehr aktiv                                                           |
| General Air                           |         | GQ      | GENERAL AIR     | P/C, nicht mehr aktiv                                                      |
| Germanair                             |         | DV      | GERMANAIR       | C, nicht mehr aktiv                                                        |
| Germania                              | ST      | GMI     | GERMANIA        | P/C, nicht mehr aktiv                                                      |
| German Wings                          | PW      | KFK     | GERMAN WINGS    | P, nicht mehr aktiv                                                        |
| Germanwings                           | 4U      | GWI     | GERMAN WINGS    | P/B/C, nicht mehr aktiv                                                    |
| Grenzland Air Service                 |         | GZA     | GRENZLAND       | nicht mehr aktiv                                                           |
| HADAG Air                             |         | GP      |                 | P/C, nicht mehr aktiv                                                      |
| Hamburg Airways                       | HK      | HAY     | HAMBURG AIRWAYS | nicht mehr aktiv                                                           |
| Hamburg International                 | 4R      | HHI     | HAMBURG JET     | nicht mehr aktiv                                                           |
| Hanse Express                         | HX      | HLE     |                 | P/C, nicht mehr aktiv                                                      |
| Hapagfly                              | HF      | HLF     | HAPAG LLOYD     | heute TUIfly; P/C                                                          |
| Hapag-Lloyd Express                   | X3      | HLX     | YELLOW CAB      | heute TUIfly; P/C                                                          |
| Helgoland Airlines                    | LE      | HGL     | HELGOLAND       | nicht mehr aktiv                                                           |
| Holiday Express                       | HL (HX) | HLE     | HOLYDAY EXPRESS | P/C, nicht mehr aktiv                                                      |
| Hössl & Winkler                       |         | HD      |                 | P/C/T, nicht mehr aktiv                                                    |
| Interregional Fluggesellschaft, IFG   |         | IP      |                 | P/C, nicht mehr aktiv                                                      |
| Jetair                                |         | JA      | JETAIR          | C, nicht mehr aktiv                                                        |
| Jet Connection                        |         | JCX     | JET CONNECT     | nicht mehr aktiv                                                           |
| KBA Kieler Business Air               |         | KSL     | KIEL AIR        | nicht mehr aktiv                                                           |
| LTU International Airways             | LT      | LTU     | LTU             | nicht mehr aktiv                                                           |
| Luftverkehr Friesland Harle           |         | LFH     |                 | P/C/T/A, aufgegangen 2014 in FLN Frisia-Luftverkehr, nicht mehr aktiv      |
| Lufttaxi Fluggesellschaft             | DV      | LTF     | GARFIELD        | nicht mehr aktiv                                                           |
| Luftfahrtgesellschaft Walter          | HE      | LGW     | WALTER          | P, nicht mehr aktiv                                                        |
| MSR Flug-Charter                      |         | EBF     | SKYRUNNER       | T/C, nicht mehr aktiv                                                      |
| MTM Aviation                          |         | MTM     | AVITRANS        | C, nicht mehr aktiv                                                        |
| Naske Air                             | HC      | HCN     | NASKE AIR       | nicht mehr aktiv                                                           |
| Nightexpress                          |         | EXT     | EXECUTIVE       | T/C, nicht mehr aktiv                                                      |
| Nora Air Services                     |         |         |                 | P/T, Betrieb nicht aufgenommen                                             |
| Nordavia Fluggesellschaft             |         | NIA     | NORDAVIA        | C, nur noch als Handelsmakler aktiv                                        |
| Northern Air Charter                  |         | NAG     | STARDUST        | P/C/T, nicht mehr aktiv                                                    |
| Nürnberger Flugdienst                 | NS      | NFD     | FLAMINGO        | P, nicht mehr aktiv                                                        |
| Ostfriesische Lufttransport           | OL      | OLT     | OLTRA           | nicht mehr aktiv                                                           |
| Paninternational                      |         | DR      | DELTA ROMEO     | C, nicht mehr aktiv                                                        |
| Phoenix Air Service                   |         | PAM     | PHOENIX         | nicht mehr aktiv                                                           |
| Pleuger Flugdienst                    |         | JR      |                 | P/C, nicht mehr aktiv                                                      |
| RAS Flug                              | RW      | RLD     | RHEINLAND       | P, nicht mehr aktiv                                                        |
| Ratioflug Luftfahrtunternehmen        |         | RAT     | BATMAN          | nicht mehr aktiv                                                           |
| Regio Air                             |         | RAG     | GERMAN LINK     | P, nicht mehr aktiv                                                        |
| RFG – Regionalflug                    | VG      | RFG     | RFG             | P/C, nicht mehr aktiv                                                      |
| Rhein-Mosel-Flug                      |         | FFG     | WITCHCRAFT      | ICAO/Call von Fehlhaber übernommen                                         |
| Saarland Airlines                     | QW      | SLL     | SAARLAND        | C, nicht mehr aktiv                                                        |
| SAL Luftverkehrs GmbH                 |         | SXN     | SAXON           | nicht mehr aktiv                                                           |
| SAT, Special Air Transport            | JO      |         |                 | C, nicht mehr aktiv                                                        |
| SkyTeam                               |         | XST     | SKYTEAM         | T/C, nicht mehr aktiv                                                      |
| Stuttgarter Flugdienst                |         | FFD     | FIRST FLIGHT    | C, nicht mehr aktiv                                                        |
| Südavia                               | FV      | VXY     | SUDAVIA         | P/C, nicht mehr aktiv                                                      |
| Südflug International                 |         | SZ      | SUEDFLUG        | C, nicht mehr aktiv                                                        |
| TAL Thuringia Airlines                |         | TEX     | THURINGIA       | nicht mehr aktiv                                                           |
| Tempelhof Express Airlines            | FC      | SBY     | BRANDY          | P, nicht mehr aktiv                                                        |
| Transaer Cologne                      | T7      | TLA     | TRANSLIFT       | C, nicht mehr aktiv                                                        |
| Triple Alpha Luftfahrtgesellschaft    | 3A      | CLU     | CAROLUS         | nicht mehr aktiv                                                           |
| vibroair                              |         | VBR     | VITUS           | nicht mehr aktiv                                                           |
| VHM Schul- und Charterflug            |         | VHM     | EARLY BIRD      | nicht mehr aktiv                                                           |
| VIP-Flights                           |         | VFI     | VIP FLIGHT      | C, nicht mehr aktiv                                                        |
| WDL Aviation                          |         | WDL     | WDL             | P, aufgegangen in German Airways                                           |
| Wirtschaftsflug                       |         | WS      |                 | C/T, nicht mehr aktiv                                                      |
| XL Airways Germany                    | X4      | GXL     | STARDUST        | C nicht mehr aktiv                                                         |

## Galerie

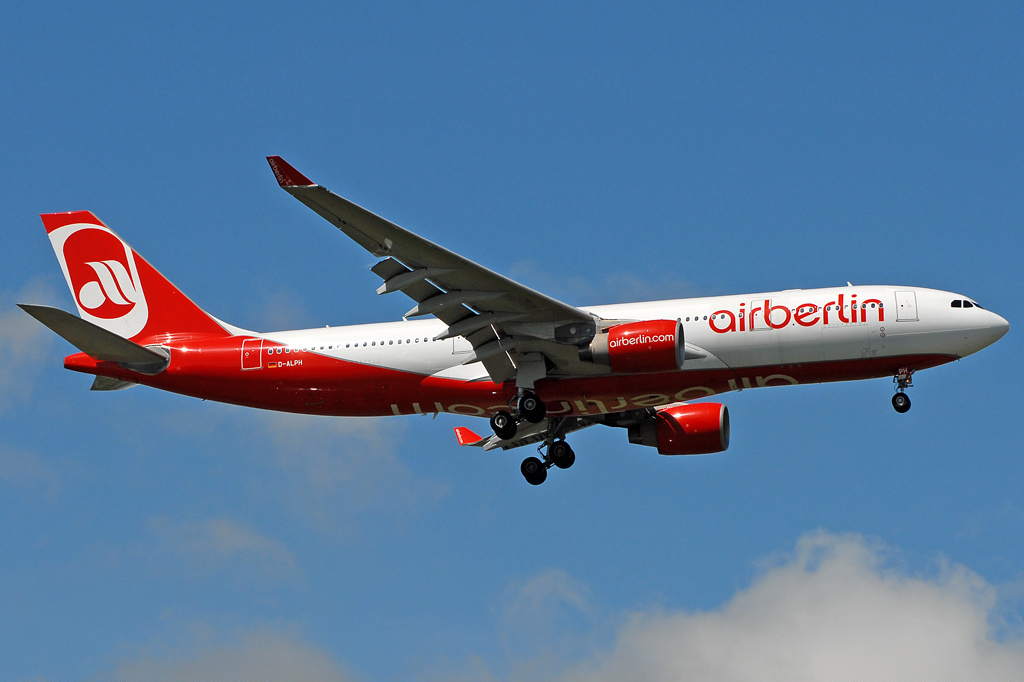
Airbus A330 der Air Berlin
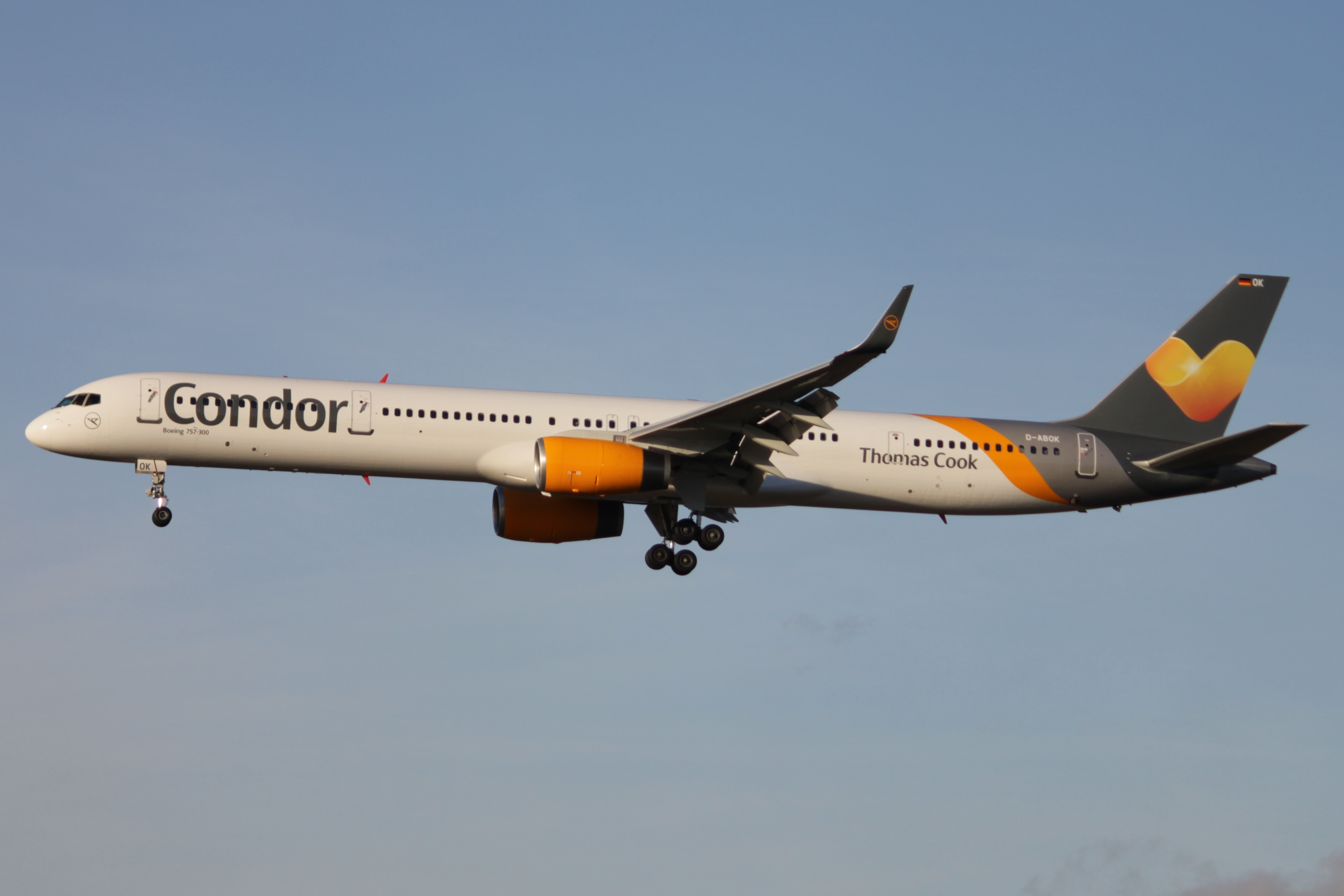
Boeing 757-300 der Condor
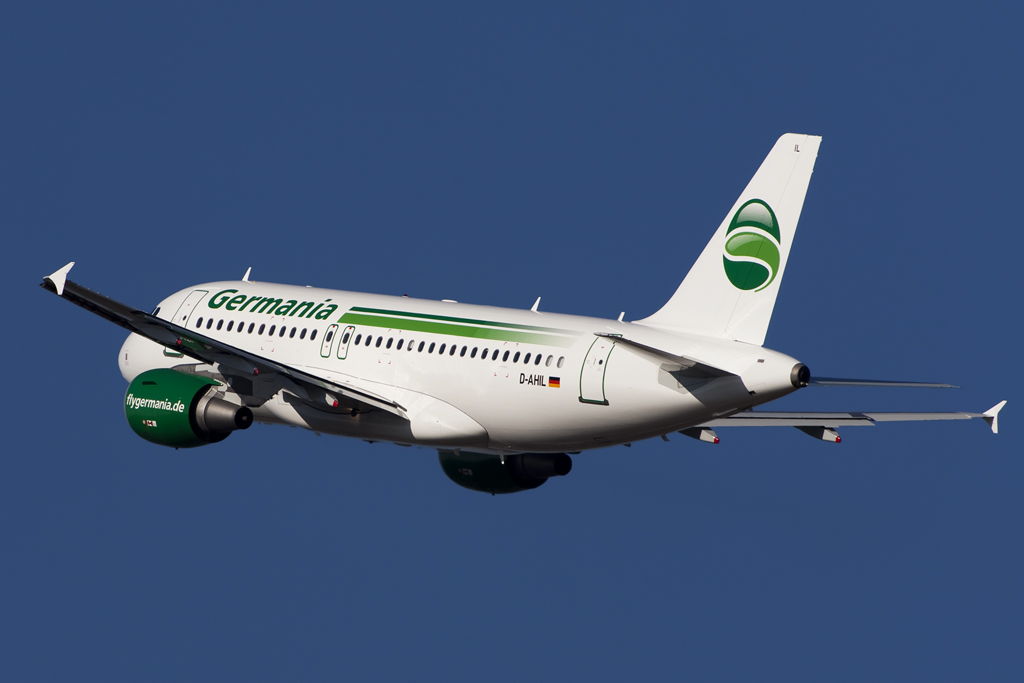
Airbus A319 der Germania
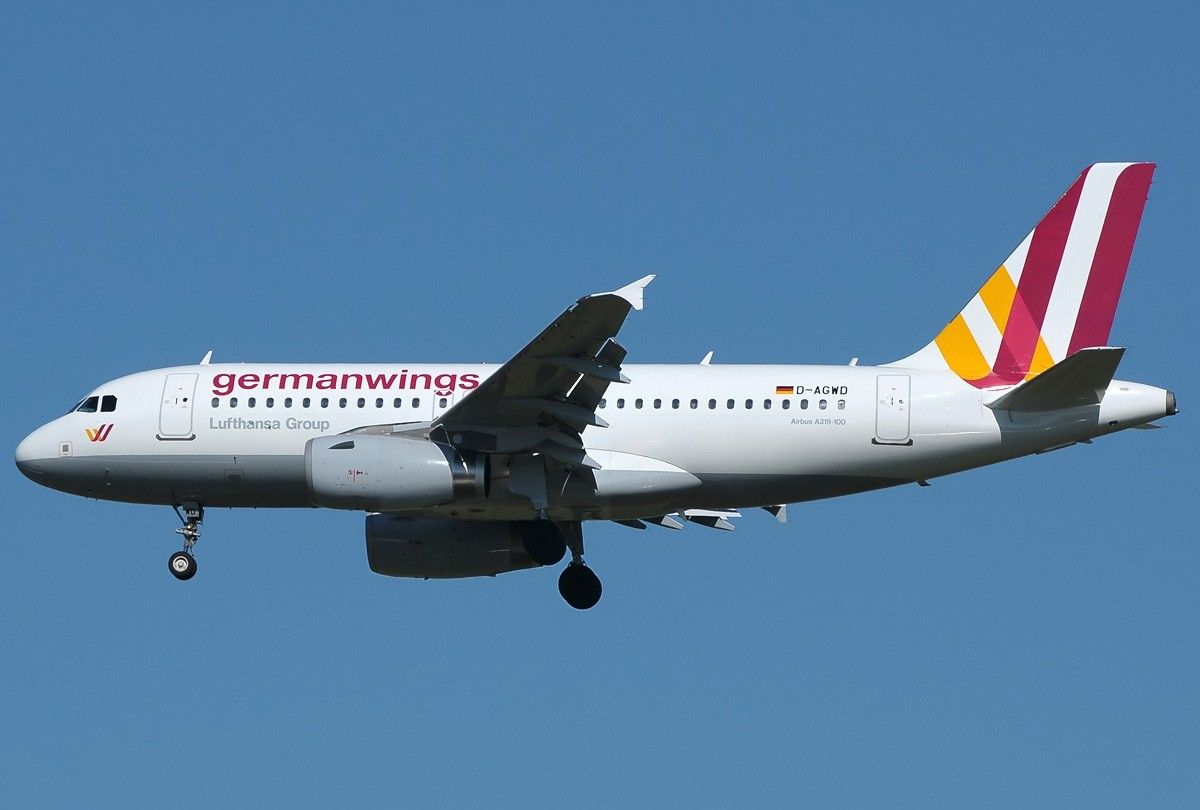
Airbus A319 der Germanwings
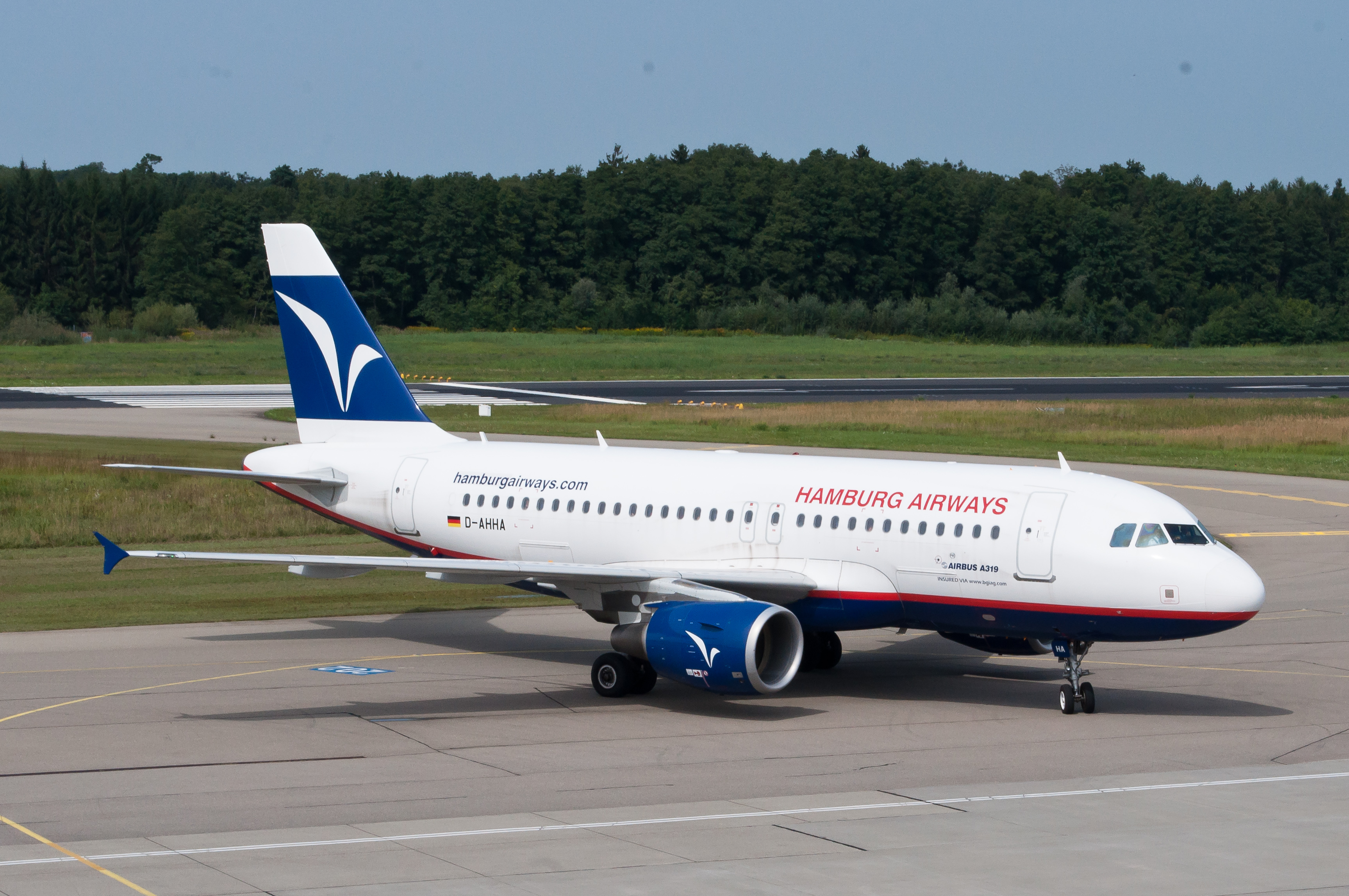
Airbus A319 der Hamburg Airways
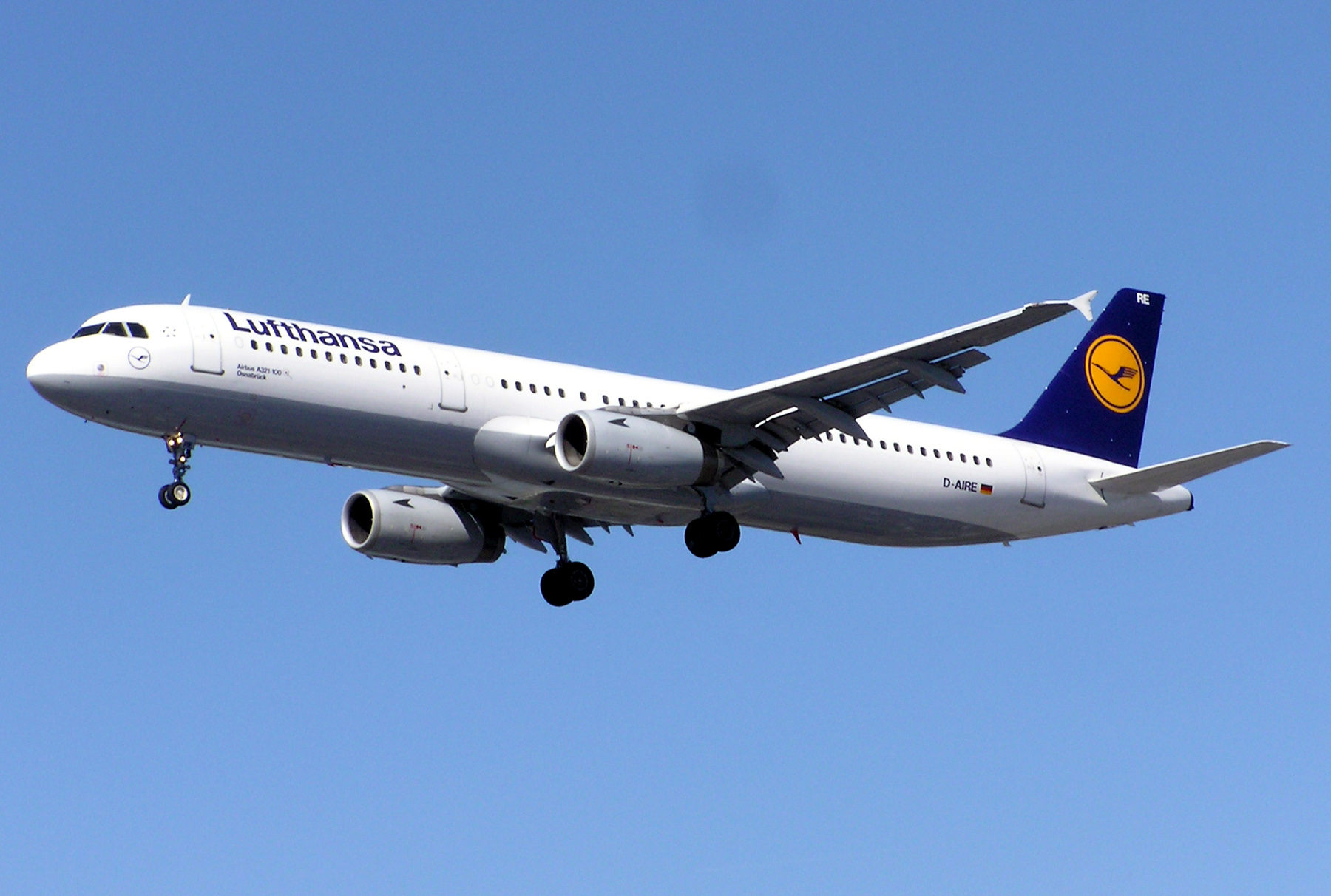
Airbus A321 der Deutschen Lufthansa
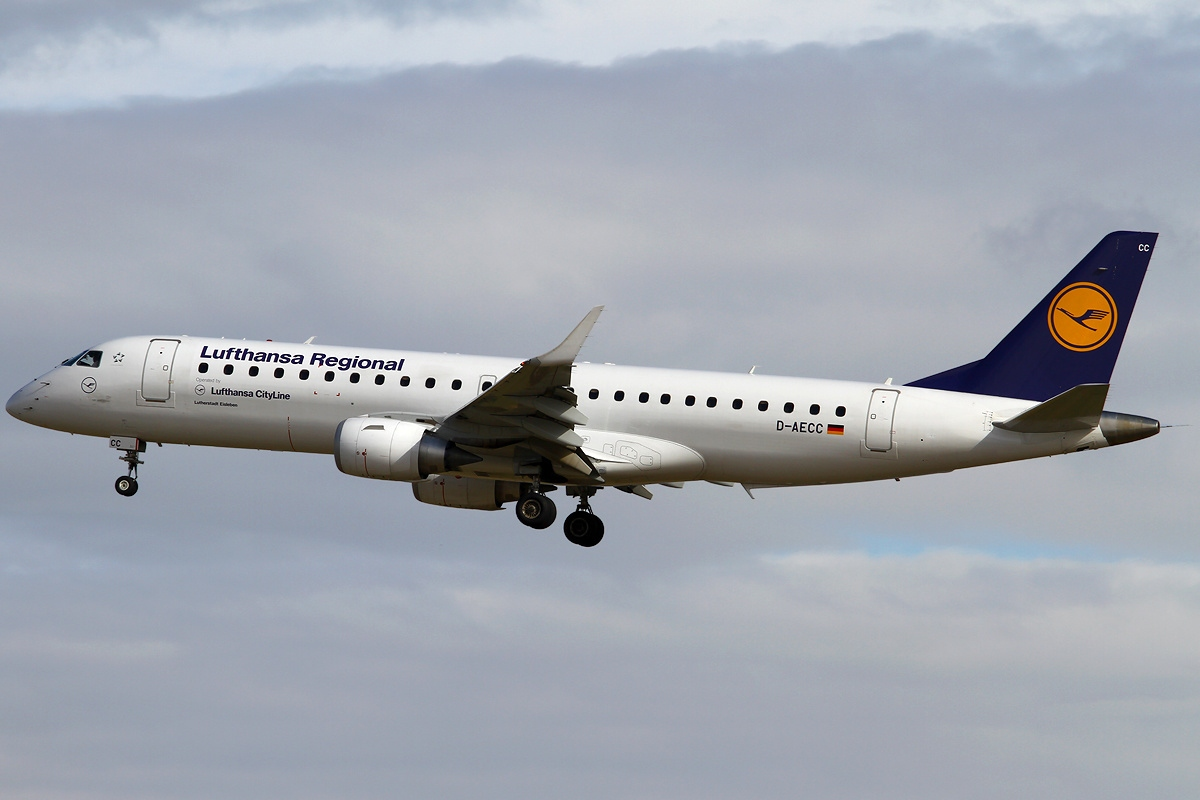
Embraer ERJ 190 der Lufthansa CityLine
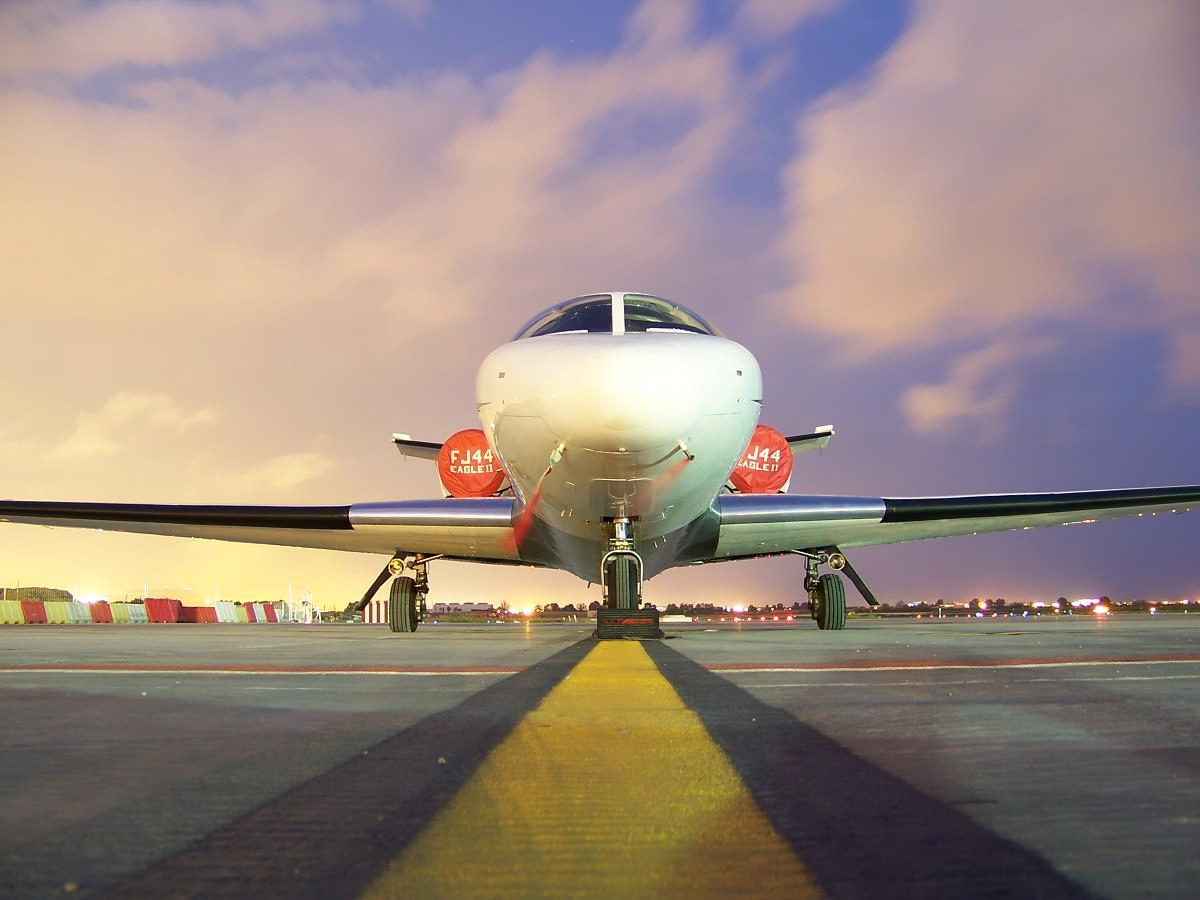
Cessna 501 der Sylt Air
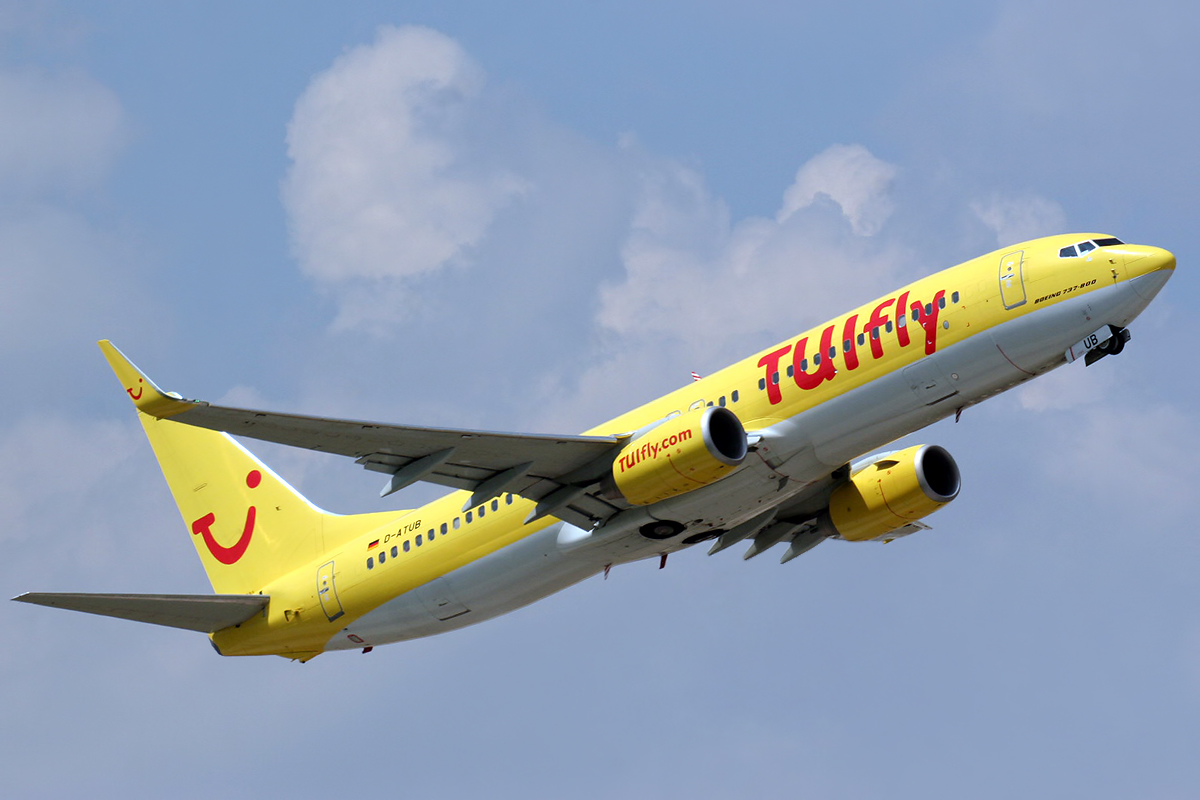
Boeing 737-800 der TUIfly
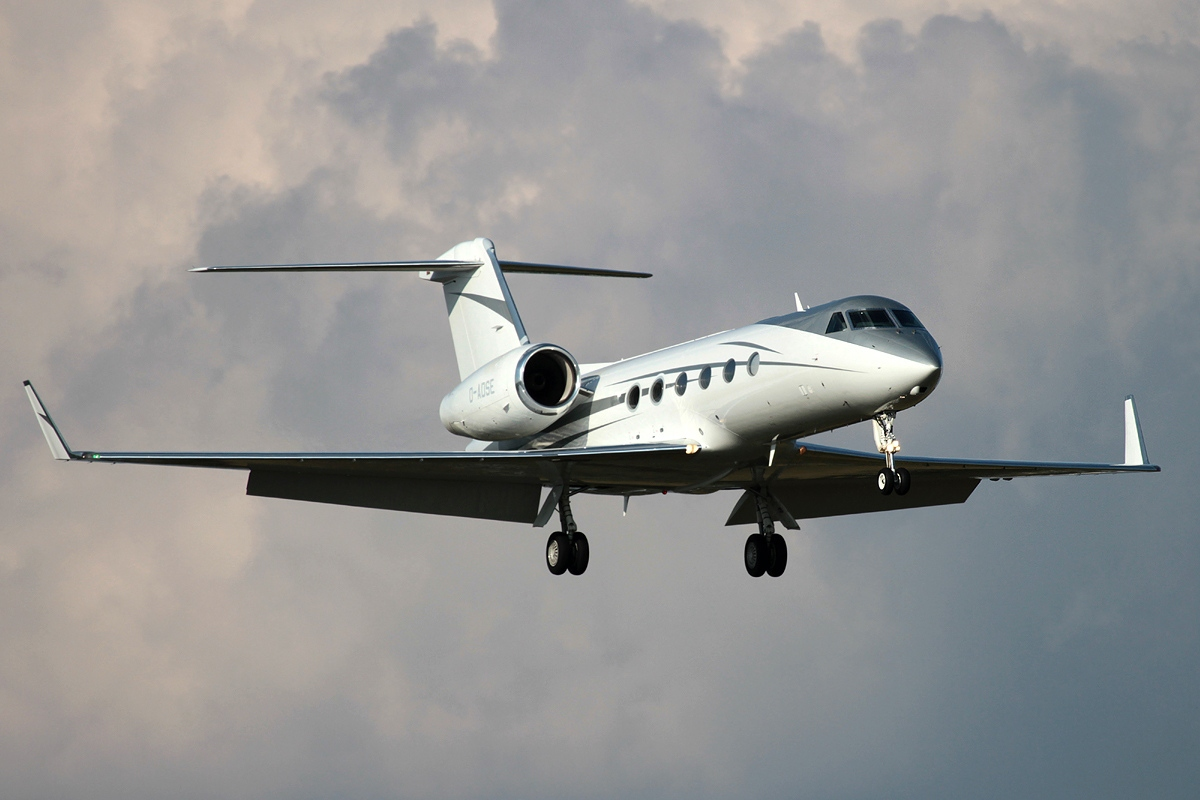
Gulfstream G450 der Windrose Air